# Beta Aquarii
Sadalsuud eller Beta Aquarii (β Aquarii, förkortat Beta Aqr, β Aqr) som är stjärnans Bayerbeteckning, är en ensam stjärna belägen i stjärnbilden Vattumannen. Den har en skenbar magnitud på 2,87, är den ljusaste stjärnan i stjärnbilden och är synlig för blotta ögat. Baserat på parallaxmätning inom Hipparcosuppdraget på ca 6,1 mas, beräknas den befinna sig på ett avstånd på ca 540 ljusår (ca 165 parsek) från solen. Sedan 1943 har spektret för stjärnan fungerat som en av de stabila ankarpunkterna som andra stjärnor klassificeras efter.

## Nomenklatur
Beta Aquarii har det traditionella namnet Sadalsuud, vilket kommer från det arabiska uttrycket  سعد السعود (sa'd al-su'ūd), "lyckans lycka". Andra stavningar som ibland förekommit var Sad es Saud, Sadalsund och Saad el Sund. I stjärnkatalogen i Al Achsasi Al Mouakket-kalendern, benämndes stjärnan Nir Saad al Saaoud, som översattes till latin som Lucida Fortunæ Fortunarum, vilket betyder "den starkaste lyckans lycka".
År 2016 organiserade Internationella astronomiska unionen en arbetsgrupp för stjärnnamn (WGSN) med uppgift att katalogisera och standardisera riktiga namn för stjärnor. WGSN fastställde namnet Sadalsuud för Beta Aquarii i augusti 2016 och detta är nu inskrivet i IAU:s Catalog of Star Names.

## Egenskaper
Beta Aquarii är en gul superjättestjärna av spektralklass G0 Ib. Den har en massa som är ca 6,0 -6,5 gånger större än solens massa, en radie som är ca 50 gånger större än solens och utsänder från dess fotosfär ca 2 300 gånger mera energi än solen vid en effektiv temperatur av ca 5 700 K.
Röntgenstrålning från stjärnans corona har observerats med hjälp av Chandra X-ray Observatory, vilket var bland de första sådana upptäckter av röntgenstrålning för en superjätte av spektraltyp G. En sekundär röntgenkälla som upptäckts nära Beta Aquarii har förmodligen ett galaktiskt ursprung. Stjärna ingår i en grupp av tre medeltunga stjärnor med en rörelse genom rymden som bär dem vinkelrätt mot Vintergatans plan. De andra medlemmarna i denna gruppering är Alfa Aquarii och Eta Pegasi.
"Sadalsuud" synes för blotta ögat vara en enda stjärna, men observerad med ett teleskop framgår två svaga optiska följeslagare. Den första har en skenbar magnitud på 11,0, år 1947 separerad från Beta Aquarii med 35,4 bågsekunder vid en positionsvinkeln på 321°. Den andra stjärnan har magnituden 11,6 och är separerad från Beta Aquarii med 57,2 bågsekunder vid en positionsvinkel på 186°. År 2008 fanns dock inga slutgiltiga bevis för att de tre stjärnorna utgör ett förbundet stjärnsystem.